# 萊克克里斯特爾 (明尼蘇達州)
萊克克里斯特爾（英語：Lake Crystal）是一個位於美國明尼蘇達州布盧厄斯縣的城市。

## 人口
根據2020年美國人口普查的數據，萊克克里斯特爾的面積為4.42平方千米，當中陸地面積為4.42平方千米，而水域面積為0.00平方千米。當地共有人口2539人，而人口密度為每平方千米574人。